# Sandowo
Sandowo – osiedle typu miejskiego w Rosji, w obwodzie twerskim. W 2010 roku liczyło 3507 mieszkańców.